# Folyami rákásztyúk
A folyami rákásztyúk (Esacus recurvirostris) a madarak osztályának lilealakúak (Charadriiformes) rendjébe, ezen belül az ugartyúkfélék (Burhinidae) családjába tartozó faj.

## Rendszerezése
A fajt Georges Cuvier francia zoológus írta le 1829-ben, az Oedicnemus nembe Oedicnemus recurvirostris néven. Egyes szervezetek a Burhinus nembe sorolják Burhinus recurvirostris néven.

## Előfordulása
Dél- és Délkelet-Ázsiában, Banglades, Kambodzsa, Kína, India, Irán, Laosz, Mianmar, Nepál, Omán, Pakisztán, Srí Lanka, Thaiföld és Vietnám területén honos. Természetes élőhelyei a füves puszták, tavak, folyók és patakok környékén, valamint tengerpartok. Állandó nem vonuló faj.

## Megjelenése
Testhossza 41,5–54 centiméter, testtömege 790 gramm körüli, szárnyfesztávolsága 90–100 centiméter.
|  |

## Életmód
Főleg rákokkal táplálkozik, de rovarokat is fogyaszt.

## Természetvédelmi helyzete
Az elterjedési területe még rendkívül nagy, de csökken, egyedszáma pedig gyorsan csökken. A Természetvédelmi Világszövetség Vörös listáján mérsékelten fenyegetett fajként szerepel.